# Airport Extreme
Une borne Airport Extreme est un routeur WiFi/Ethernet d'Apple utilisant les technologies AirPort.

## Tableau de Comparaison
| Date approx. de commercialisation | Appellation commerciale | Référence | Modèle | Norme WiFi         | Ethernet Gigabit | Réseau d'invités[1] | Type de Radio                          | MIMO                      | Routeur IPv6***              |
| --------------------------------- | ----------------------- | --------- | ------ | ------------------ | ---------------- | ------------------- | -------------------------------------- | ------------------------- | ---------------------------- |
| 7 janvier 2003                    | Originale               | M8799LL/A | A1034  | 802.11b/g          | Non              | Non                 | Bande unique 2,4 GHz                   | Non                       | Non                          |
| 9 janvier 2007                    | 1re génération          | MA073LL/A | A1143  | 802.11a/b/g/n*     | Non              | Non                 | Bi-Bande 2,4 GHz ou 5 GHz              | 3×3:2                     | Non                          |
| 7 août 2007                       | 2e génération           | MB053LL/A | A1143  | 802.11a/b/g/n*     | Oui              | Non                 | Bi-Band 2,4 GHz ou 5 GHz               | 3×3:2                     | Non                          |
| 3 mars 2009                       | 3e génération           | MB763LL/A | A1301  | 802.11a/b/g/n*     | Oui              | Oui                 | Bi-Band (simultanée) 2,4 GHz et 5 GHz  | 2×2:2 (pour chaque bande) | Non                          |
| 20 octobre 2009                   | 4e génération           | MC340LL/A | A1354  | 802.11a/b/g/n      | Oui              | Oui                 | Bi-Bande (simultanée) 2,4 GHz et 5 GHz | 3×3:3 (pour chaque bande) | Oui, pas au travers de PPPoE |
| 21 juin 2011                      | 5e génération           | MD031LL/A | A1408  | 802.11a/b/g/n      | Oui              | Oui                 | Bi-Bande (simultanée) 2,4 GHz et 5 GHz | 3×3:3 (pour chaque bande) | Oui, pas au travers de PPPoE |
| 10 juin 2013                      | 6e génération           | ME918LL/A | A1521  | 802.11a/b/g/n/ac** | Oui              | Oui                 | Bi-Bande (simultanée) 2,4 GHz et 5 GHz |                           | Oui                          |

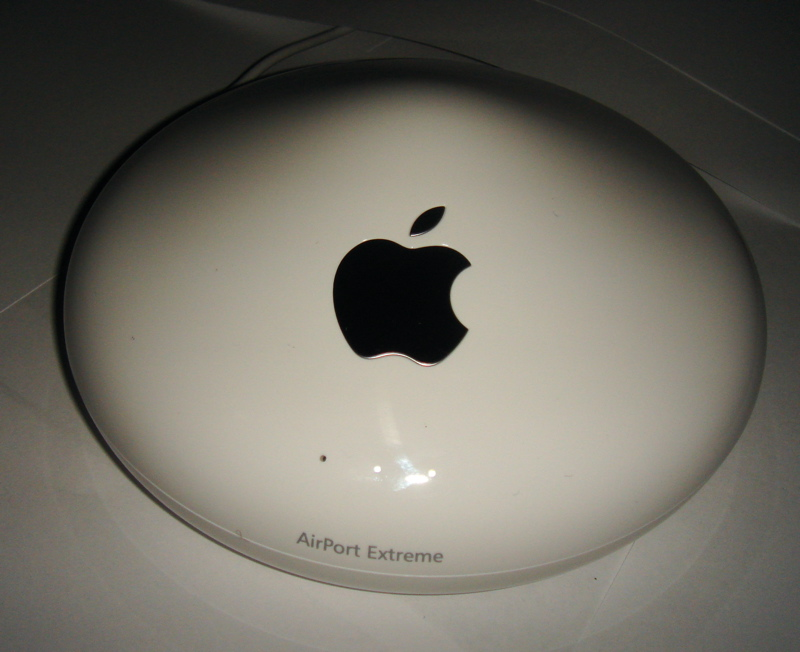
Station AirPort Extreme (2003)
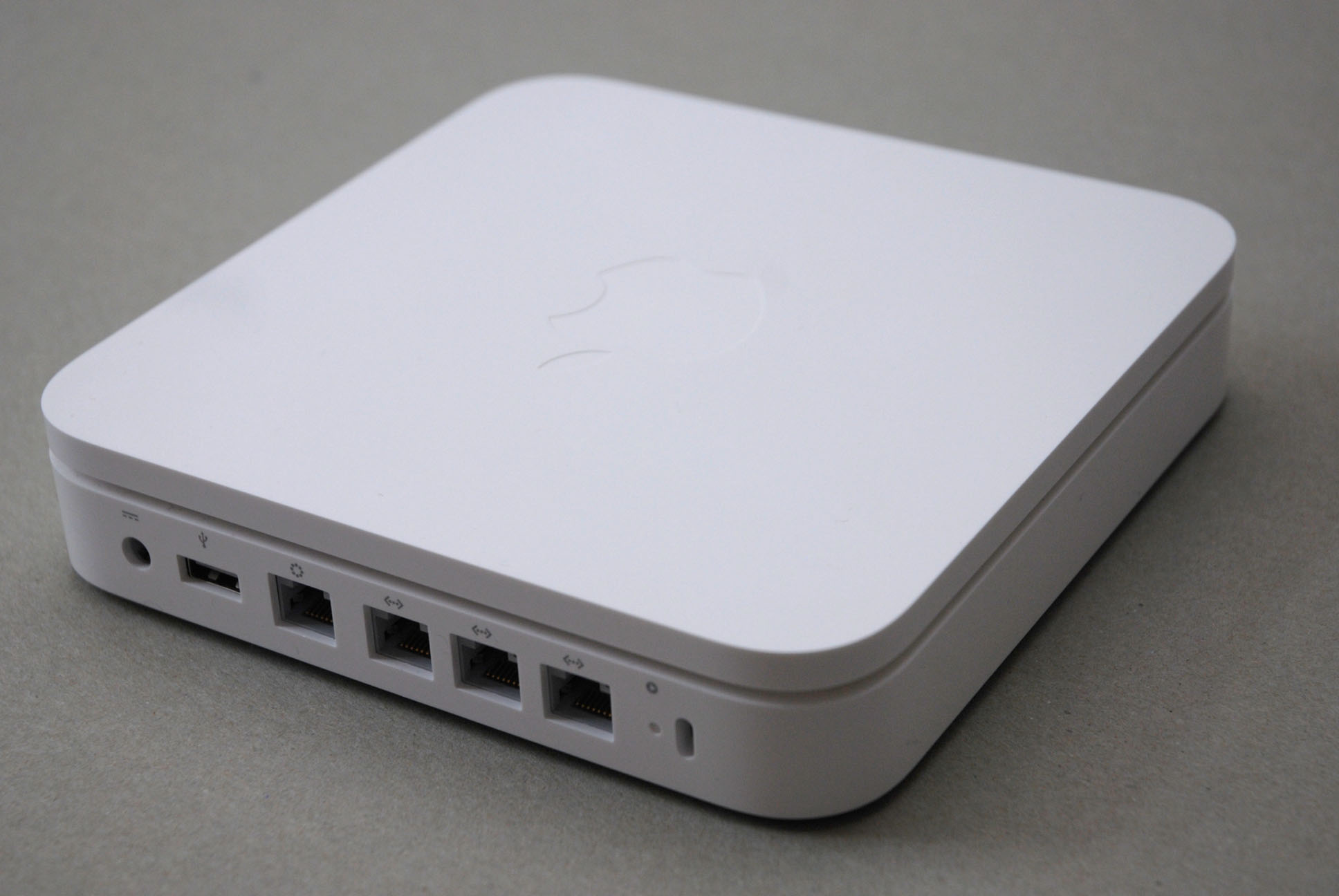
Station Airport Extreme (2007)